# 97 Клото
97 Клото — астероїд головного поясу, відкритий 17 лютого 1868 року французьким астрономом Ернстом Вільгельмом Темпелем у Марсельській обсерваторії, Франція. Астероїд названий на честь Клото, однією з трьох богинь долі у давньогрецькій міфології.
Тіссеранів параметр щодо Юпітера — 3,304.
За спектральною класифікацією Толена, Клото належить до астероїдів класу M, однак радіолокаційні спостереження альбедо не дають прямих підтверджень про значну наявність залізно-нікеліевих композитів у складі його поверхні. Експерименти, проведені з метою дослідження кількісного спектрального впливу сонячного вітру на астероїди, виявили, що фізичні властивості Клото сумісні з енстатитовими хондритами. Аналогічні властивості були виявлені також в астероїда Лютеція, поряд із яким у липні 2010 року пролетів європейський космічний зонд «Розетта». Можливо, дослідження Лютеції з близької відстані дадуть змогу дізнатися про Клото більше.
Спостереження за Клото в березні 1990 року дали змогу визначити його відносно великий період обертання, який становить близько півтори земні доби.
Астероїд не перетинає орбіту Землі й обертається навколо Сонця за 4,36 юліанського року.